# Гончаренко, Агапий
Агапий Гончаренко (настоящие имя и фамилия —  Андрей Онуфриевич Гумницкий) (1832—1916) — украинский священник, издатель и общественный деятель, один из первых украинских политических эмигрантов в США, дьякон русской посольской церкви в Афинах, корреспондент, наборщик Вольной русской типографии в Лондоне.

## Биография
Родился в семье священника. В 1853 году окончил Киевскую духовную семинарию, служил дьяконом русской посольской церкви в Афинах.
За разоблачительные письма в Лондон к Александру Герцену выслан в Россию. По дороге бежал в Лондон. В 1860—1861 годах был наборщиком Вольной русской типографии Герцена, поместил в «Колоколе» некролог о Т. Г. Шевченко и другие материалы, выпустил «Стоглав» с предисловием.
Начиная с 1861 года печатался под псевдонимом «Агапий Гончаренко», дабы не подвергать репрессиям родственников, оставшихся в Российской империи.
Спасаясь от преследований российской охранки, с 1864 года жил в США. Преподавал греческий язык и совершал богослужения на греческом и церковнославянском языках для небольших российских и греческих общин. Печатался в журналах, был членом редколлегии библейского общества и редактировал перевод Библии на арабский язык.
Издавал русскоязычную газету «Вестник Аляски» («Alaska Herald», Сан-Франциско, 1868—1872) с русским приложением «Свобода», которые были ориентированы на бывших подданных Российской империи, продолжавших жить на Аляске после её продажи в 1867 Соединённым Штатам. В 1873 году газета «Свобода» выходила на русском, английском и украинском языках, став первой русскоязычной и украиноязычной газетой в США. В 1890-х годах был связан с украинской радикальной партией (М. И. Павлик и др.). Впоследствии продал типографию американцу Г. Джорджу. Часть полученных от продажи средств передал Смитсонскому институту в Вашингтоне и Библиотеке Конгресса США. Русские шрифты передал Банкрофтской типографии в Сан-Франциско.
В конце жизни сочетался гражданским браком с Альбиной Цитти (итальянкой по происхождению). Жил в городе Хейвард. Умер 5 (по другим данным — 3 или 6) мая 1916 года. Похоронен вместе с женой на ферме, которая занесена в официальный список исторических достопримечательностей Калифорнии под номером 1025. 15 мая 1999 года бывший хутор Агапия Гончаренко получил статус государственного заповедника «Украина».